# Csilla Borsányi
Csilla Borsányi (* 2. August 1987) ist eine ehemalige ungarische Tennisspielerin.

## Karriere
Borsányi spielte überwiegend Junioren- und ITF-Turniere. Sie gewann in ihrer Tennislaufbahn auf dem ITF Women’s Circuit vier Titel im Doppel.

## Turniersiege

### Doppel
| Nr. | Datum             | Turnier | Kategorie   | Belag     | Partnerin    | Finalgegnerinnen                          | Ergebnis         |
| --- | ----------------- | ------- | ----------- | --------- | ------------ | ----------------------------------------- | ---------------- |
| 1.  | 3. Juni 2006      | Győr    | ITF $10.000 | Sand      | Virag Nemeth | Nikola Vajdová Patricia Veresová          | 6:4, 6:4         |
| 2.  | 9. November 2013  | Iraklio | ITF $10.000 | Teppich   | Ilka Csoregi | Maryna Kolb Nadija Kolb                   | 4:6, 6:3, [11:9] |
| 3.  | 15. November 2013 | Iraklio | ITF $10.000 | Teppich   | Ilka Csoregi | Steffi Distelmans Nana Miyakawa           | 6:0, 6:1         |
| 4.  | 5. April 2014     | Iraklio | ITF $10.000 | Hartplatz | Ilka Csoregi | Valentini Grammatikopoulou Polina Leikina | 4:6, 6:3, [10:6] |